# Колоїдна гіпотеза брикетування бурого вугілля
Колоїдна гіпотеза брикетування бурого вугілля пояснює утворення брикету дією молекулярних сил зчеплення Ван-дер-Ваальса. 
За колоїдною гіпотезою буре вугілля розглядається як речовина, що складається із двох фаз: твердої і рідкої. Тверда фаза складається із дрібних колоїдних гумінових частинок, розміром від 10-3 до 10-5 мм. При зближенні цих частинок під дією тиску пресування виникають сили молекулярного зчеплення, обумовлені ліополярними групами гумусових речовин. Ці сили обумовлюють зв'язок молекул у рідині і кристалах і поєднують колоїдні частинки в гелі. Зближення колоїдних часток під впливом тиску пресування обумовлює міцність брикетів. Чим менше тіло, тим більше відношення його поверхні до маси й тем більше величина сил поверхневого зчеплення.
Колоїдна гіпотеза заперечує вплив на процес схоплювання часток поверхневого натягу водяних плівок. Вода грає другорядну, допоміжну роль і служить тільки змазкою, що полегшує зближення часток. При недоліку вологи утрудняється зближення часток, що позначається на міцності брикетів. При надлишку вологи збільшується відстань між частинками і зменшується прояв сил взаємодії між ними; міцність брикетів зменшується. Вміст вологи, що відповідає найбільшому зближенню часток і прояву сил зчеплення, приймається за оптимальний.
Колоїдна гіпотеза певною мірою поєднує і доповнює капілярну і гуміново-кислотну гіпотези та повніше висвітлює механізм утворення брикету. З'єднання часток у брикет по колоїдній гіпотезі обумовлено колоїдною будовою вугілля, однак є матеріали неколоїдної будови (металеві порошки, кристалічні солі та ін.), які добре пресуються.
Уяви про колоїдну будову вугілля застаріли. В наш час більшість дослідників дотримуються думки, що буре вугілля є високомолекулярний полімер нерегулярної будови та аморфної структури.